# Giraffa stillei
Giraffa stillei és una espècie extinta de girafa africana que visqué a Etiòpia, Kenya, Malawi, Tanzània i Uganda des del Pliocè inferior fins al Plistocè inferior, fa entre 774.000 i anys i 5,3 milions d'anys.